# 강릉교육문화관
강릉교육문화관은 대한민국 강원특별자치도 강릉시 소재의 도서관이다.

## 연혁
- 1989.06.29 강릉시 공공도서관 설치
- 1990.12.28 강릉시 공공도서관 개관
- 1991.03.25 강릉도서관으로 명칭 변경
- 1993.04.16 강원도교육청 직속기관으로 소속 변경
- 1994.02.01 어린이자료실 개실
- 1994.03.03 문화교실 개강
- 1996.08.01 컴퓨터실 개실
- 1996.11.25 LAN구축
- 1999.11.16 인터넷 개통
- 2000.05.22 지역중심 평생학습관 지정 (도교육청)
- 2000.06.13 종합자료실 이전
- 2000.06.13 어린이자료실 이전
- 2000.06.14 전자정보실 확충
- 2001.06.16 강릉평생교육정보관으로 명칭 변경
- 2003.05.21 디지털자료실 개실
- 2010.02.25 한국도서관상 수상 (한국도서관협회)
- 2012.09.21 제18회 독서문화상 수상 (문화체육관광부)
- 2013.03.01 강릉교육문화관으로 명칭 변경
- 2013.07.01 제12대 관장 홍성기 서기관취임

## 시설현황
- 3층: 학습실, 문화활동과, 회의실, 동아리실, 다목적실
- 2층: 디지털자료실, 정보화교육장, 휴게실, 문화활동실, 1~5강의실, 대입지원관실
- 1층: 관장실, 종합자료실, 어린이자료실, 행정지원과, 문헌정보과

## 이용 안내
이용 시간
| 실별         | 평일          | 토,일요일                                   |
| ------------ | ------------- | ------------------------------------------- |
| 종합자료실   | 09:00 ~ 22:00 | 09:00 ~ 22:00(토요일) 09:00 ~ 18:00(일요일) |
| 어린이자료실 | 09:00 ~ 18:00 | 09:00 ~ 18:00                               |
| 디지털자료실 | 09:00 ~ 18:00 | 09:00 ~ 18:00                               |
| 자율학습실   | 07:00 ~ 23:00 | 07:00 ~ 23:00                               |

휴관일
- 매주 월요일
- 법정공휴일(단, 일요일과 공휴일이 겹치는 경우에는 개관)
- 임시 휴관일: 장서정리·점검 및 교육도서관 사정으로 관장이 필요하다고 인정되는 경우

홈페이지
- 홈페이지: https://web.archive.org/web/20180809063028/http://kanglib.or.kr/
- 페이스북: https://facebook.com/gnlibrary